# Restitution (film 1915)
Restitution è un cortometraggio muto del 1915 diretto da Henry Otto. Prodotto dalla American Film Manufacturing Company su un soggetto di Olga Printzlau, il film aveva come interpreti Edward Coxen, Winifred Greenwood, George Field, Charlotte Burton.

## Trama
Dopo una serata a teatro dove hanno ammirato la bellezza e il talento di Elsa Detrow, due amici, Lester Harrison e Earl Rand, incontrano la diva. Helen, la fidanzata di Lester, fraintende l'entusiasmo che lui prova per l'attrice e rompe il fidanzamento. Lui comincia a frequentare Elsa e, quando l'assistente dell'attrice, resta ucciso, resta coinvolto nel delitto. Benché Earl sappia benissimo che l'amico è innocente, testimonia contro di lui a causa di Helen, di cui anche lui è innamorato. Lester fugge di prigione e finisce nell'ovest, dove, un giorno, incontra Helen ed Earl. Il suo ex amico è pronto a consegnarlo allo sceriffo, ma Elsa, che ha lasciato il teatro e ora lavora come governante in un albergo, finisce per confessare l'omicidio di cui è incolpato Lester.

## Produzione
Il film fu prodotto dall'American Film Manufacturing Company.

## Distribuzione
Distribuito dalla Mutual, il film - un cortometraggio in due bobine - uscì nelle sale cinematografiche statunitensi l'11 gennaio 1915.